# Distretto di Karimui-Nomane
Il distretto di Karimui-Nomane, in inglese Karimui-Nomane District, è un distretto della Papua Nuova Guinea appartenente alla provincia di Chimbu. Ha una superficie di 3.474 km² e 26.000 abitanti (stima nel 2000)

## Geografia antropica

### Suddivisioni amministrative
Il distretto è suddiviso in tre Aree di Governo Locale:
- Karimui Rural
- Nomane Rural
- Salt Rural